# روي غرين (مقدم برامج إذاعية)
روي غرين هو مقدم برامج إذاعية سويسري، ولد في 1947 في سويسرا.